# نيما إيمرسون
نيما إيمرسون (بالإنجليزية: Niamh Emerson) هي منافسة ألعاب القوى بريطانية، ولدت في 22 أبريل 1999 في Shirland ‏ في المملكة المتحدة.

## وصلات خارجية
- نيما إيمرسون على موقع الاتحاد الدولي لألعاب القوى (الإنجليزية)
- نيما إيمرسون على موقع الاتحاد الأوروبي لألعاب القوى (الإنجليزية)
- نيما إيمرسون على موقع الاتحاد البريطاني لألعاب القوى (الإنجليزية)
- نيما إيمرسون على موقع ThePowerOf10.info (الإنجليزية)